# (2597) Arthur
(2597) Arthur est un astéroïde de la ceinture principale.

## Description
(2597) Arthur est un astéroïde de la ceinture principale. Il fut découvert par Edward L. G. Bowell le 8 août 1980 à Flagstaff (Observatoire Lowell). Il présente une orbite caractérisée par un demi-grand axe de 3,0012 UA, une excentricité de 0,1570 et une inclinaison de 1,0927° par rapport à l'écliptique.
Il fut nommé en hommage à Arthur, roi des Bretons, personnage de la légende arthurienne.

## Compléments